# Алекнагик (Аляска)
Алекнагик (англ. Aleknagik; юпик: Alaqnaqiq) — город в зоне переписи населения Диллингхем, штат Аляска, США. Население составляет 220 человек (оценка, 2019 год).

## История
Озеро Алекнагик и река Вуд исторически использовались как место летнего лагеря рыболовов.
По данным переписи населения 1929 года в деревне Вуд-Ривер проживали 55 человек. В 1930-е годы на берегах озера Алекнагик круглый год проживали 5 семей. В 1933 году на южном берегу озера была основана школа. Обилие рыбы и дичи, а также школа и другие удобства привлекали новых поселенцев. Почтовое отделение было основано в 1937 году. По данным на 1939 год в Алекнагике проживали 78 человек, было более 30 строений и небольшая лесопилка. В 1940-е годы Церковь адвентистов седьмого дня основала миссию и школу на северном берегу. В 1959 году была построена дорога протяжённостью 35 км, соединившая южное побережье озера с Диллингхемом. Сначала дорога была проезжей только в летние месяцы, но в конце 1980-х годов она была улучшена и стала использоваться круглый год.
26 мая 1973 года город Алекнагик был инкорпорирован.

## География
Площадь города составляет 48,6 км², из них 29,9 км² — суша и 18,7 км² — водные поверхности. Расположен на юго-восточной оконечности озера Алекнагик, в месте, где из него вытекает река Вуд, в 26 км к северо-западу от города Диллингхем.

## Население
По данным переписи 2000 года, население города составляло 221 человек. Расовый состав: коренные американцы — 81,90 %; белые — 13,57 %; представители других рас — 1,36 % и представители двух и более рас — 3,17 %. Доля лиц латиноамериканского происхождения всех рас составляла 1,36 %.
Из 70 домашних хозяйств в 41,4 % — воспитывали детей в возрасте до 18 лет, 48,6 % представляли собой совместно проживающие супружеские пары, в 11,4 % семей женщины проживали без мужей, 24,3 % не имели семьи. 17,1 % от общего числа семей на момент переписи жили самостоятельно, при этом 2,9 % составили одинокие пожилые люди в возрасте 65 лет и старше. В среднем домашнее хозяйство ведут 3,16 человек, а средний размер семьи — 3,62 человек.
Доля лиц в возрасте младше 18 лет — 37,1 %; лиц в возрасте от 18 до 24 лет — 9,0 %; от 25 до 44 лет — 29,9 %; от 45 до 64 лет — 16,3 % и лиц старше 65 лет — 7,7 %. Средний возраст населения — 28 лет. На каждые 100 женщин приходится 121,0 мужчин; на каждые 100 женщин в возрасте старше 18 лет — 131,7 мужчин.
Средний доход на совместное хозяйство — $22 750; средний доход на семью — $30 625. Средний доход на душу населения — $10 973. Около 21,7 % семей и 40,8 % населения живут за чертой бедности, включая 49,0 % лиц в возрасте младше 18 лет и 21,4 % лиц старше 65 лет.

## Транспорт
Алекнагик связан с городом Диллингхем автомобильной дорогой, протяжённость которой составляет 35 км. Кроме того, город обслуживается аэропортом Алекнагик.